# Українка (Барвінківська міська громада)
Украї́нка — село в Україні, у Барвінківській міській громаді Ізюмського району Харківської області. Населення становить 226 осіб. До 2020 року орган місцевого самоврядування — Мечебилівська сільська рада.

## Географія
Село Українка розташоване за 170 км від обласного центру та 40 км від районного центру, на правому березі річки Берека, на протилежному березі знаходиться село Дмитрівка, на лівому березі річки знаходяться залишки Української оборонної лінії. Частина села раніше називалася Вільне.

## Історія
12 червня 2020 року, відповідно до Розпорядження Кабінету Міністрів України  № 725-р «Про визначення адміністративних центрів та затвердження територій територіальних громад Харківської області», увійшло до складу Барвінківської міської територіальної громади.
19 липня 2020 року, в результаті адміністративно-територіальної реформи та ліквідації Барвінківського району, село увійшло до складу новоутвореного Ізюмського району.

## Економіка
- Молочно-товарна ферма.